# Cahogold
Cahogold（カホゴールド、1994年〈平成6年〉6月22日 - ）は、日本のダンサー。愛知県丹羽郡扶桑町出身。本名：北折 香保里。

## 略歴
扶桑町立山名小学校、扶桑北中学校、愛知県立尾北高等学校を卒業。
3歳からダンスを習い、16歳でビヨンセのバックダンサーをやりたいと決め、世界を志した。
2014年、ヒントン・バトルが手掛けたブロードウェイダンサー発掘オーディション「Road to Broadway」で勝ち上がり、ダンスの世界へ。
2017年12月からロサンゼルスを拠点に活動を開始する。AIのバックダンサーとして全国51公演に出演。
2018年には安室奈美恵の「In Two」のミュージックビデオに出演。また、ジェイソン・デルーロ、Ciaraらの専属ダンサーを務め、ジャネット・ジャクソンやアッシャーのダンサーも務める。